# Боннир, Элисабет
Элисабет Йоханна Мария «Лис» Боннир (нидерл. Elisabeth Johanna Maria (Lies) Burg-Bonnier; род. 8 июля 1925, Хертогенбос) — нидерландская пловчиха, серебряная призёрка чемпионата Европы 1950 года, участница летних Олимпийских игр 1952 года.

## Спортивная биография
Главным успехом в карьере Элисабет Боннир стала серебряная медаль, завоёванная на чемпионате Европы в 1950 году на 200-метровке брассом. В 1952 году голландская спортсменка приняла участие в летних Олимпийских играх в Хельсинки. В первом раунде на дистанции 200 метров брассом Боннир показала 7-й результат. В полуфинальном заплыве спортсменка показала результат 3:00,06, но показанного времени не хватило для попадания в финал.